# Chớp gamma

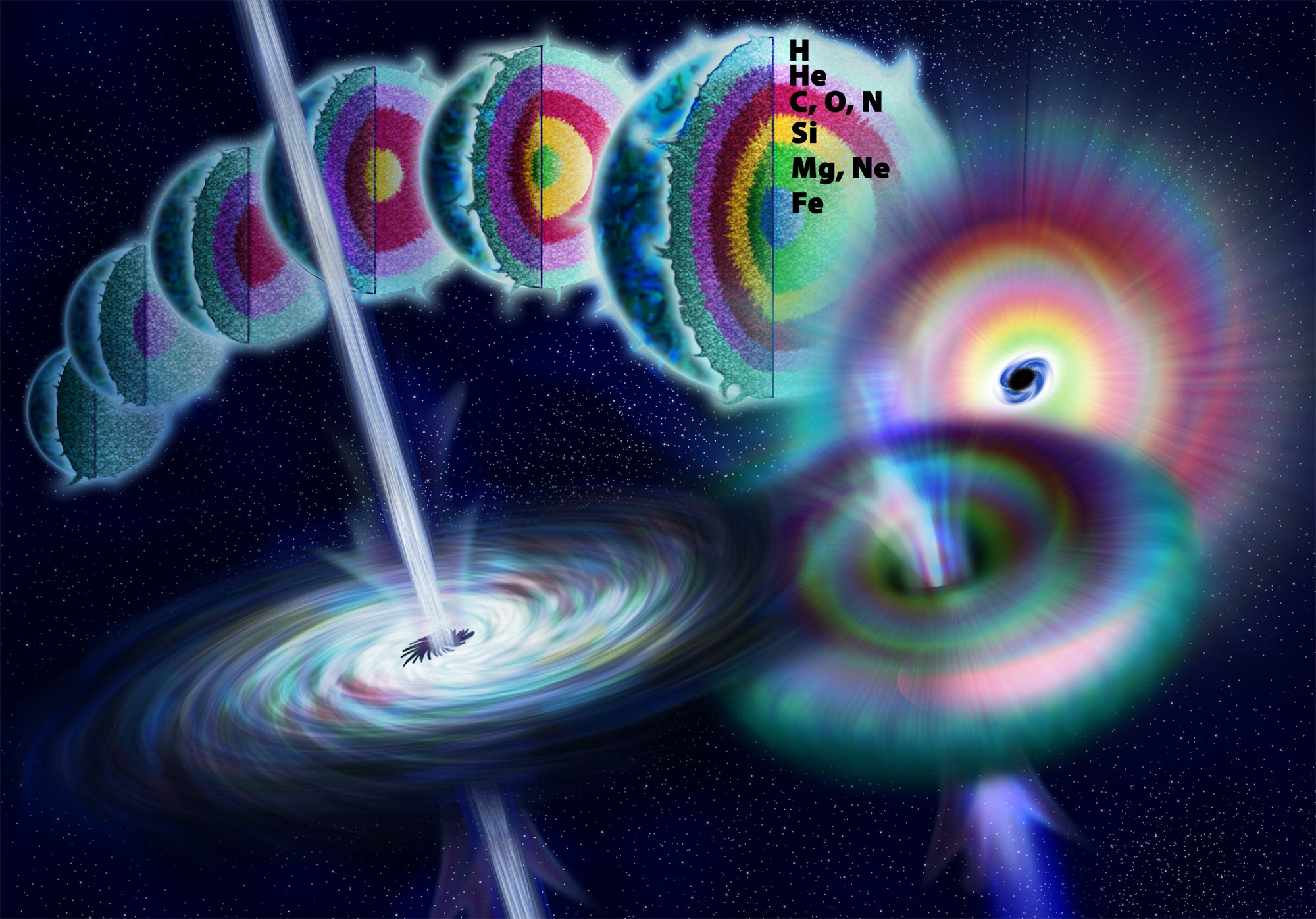
Minh họa quá trình tiến triển của một sao khối lượng lớn với hoạt động tổng hợp hạt nhân bên trong lõi sao, chuyển đổi các nguyên tố nhẹ thành các nguyên tố nặng hơn. Khi phản ứng tổng hợp hạt nhân không còn tỏa đủ áp suất để chống đỡ lực hấp dẫn của chính ngôi sao, nó nhanh chóng sụp đổ và hình thành lên một lỗ đen. Về mặt lý thuyết, năng lượng giải phóng trong quá trình sụp đổ phát ra dọc theo trục quay của sao tạo thành chớp tia gamma.

Trong thiên văn học, chớp tia gamma, vụ nổ tia gamma hay bùng phát tia gamma (GRB) là những vụ nổ có năng lượng cực lớn được phát hiện xảy ra ở các thiên hà rất xa. Chúng là các sự kiện phát ra bức xạ điện từ sáng nhất được biết đến trong vũ trụ. Chớp diễn ra trong khoảng từ vài mili giây cho đến vài giờ. Sau khi bùng phát các tia gamma xảy ra đầu tiên, "bức xạ muộn" ("afterglow") thường phát ra ở các bước sóng dài hơn (tia X, tử ngoại, ánh sáng khả kiến, hồng ngoại, vi ba và sóng vô tuyến).
Phần lớn các sự kiện GRB quan sát được phát ra trong quá trình một vụ nổ siêu tân tinh hoặc hypernova khi một ngôi sao khối lượng lớn quay nhanh quanh trục sụp đổ dưới ảnh hưởng của trọng lực hình thành lên một sao neutron, sao quark, hoặc lỗ đen. Loại GRB ngắn (chớp xảy ra trong thời gian rất ngắn) dường như lại có nguồn gốc từ một quá trình khác: đó là sự va chạm và sáp nhập của hai sao neutron. Lý do quan sát được một vài chớp xảy ra trước khi phát hiện các chớp tia gamma ngắn có thể chúng hình thành từ sự va chạm trước tiên của lớp vỏ của hai sao neutron do tác động mạnh của lực thủy triều vài giây trước khi hai lõi va chạm mạnh với nhau, khiến cho toàn bộ lớp vỏ của hai sao neutron vỡ vụn hoàn toàn.
Nguồn phát GRB nằm cách xa Trái Đất hàng tỷ năm ánh sáng, hàm ý rằng các vụ nổ tỏa ra năng lượng cực kỳ lớn (một chớp gamma điển hình giải phóng năng lượng trong vài giây bằng tổng năng lượng của Mặt Trời phát ra trong 10 tỷ năm tồn tại của nó) và rất hiếm (chỉ vài chớp trong một thiên hà trong 1 triệu năm). Mọi GRB quan sát được đều có nguồn gốc bên ngoài Ngân Hà, cho dù một lớp hiện tượng khác có liên quan, đó là lóe tia gamma mềm lặp lại (soft gamma repeater flares), được cho phát ra từ các sao từ bên trong Ngân Hà. Có giả thuyết cho rằng nếu một bùng phát tia gamma xảy ra trong Ngân Hà, và hướng thẳng về Trái Đất, nó có thể gây ra một sự kiện tuyệt chủng lớn.
Chớp tia gamma được phát hiện lần đầu tiên vào năm 1967 bởi các vệ tinh quân sự Vela, với mục đích thiết kế nhằm phát hiện các vụ thử nghiệm vũ khí hạt nhân trong bầu khí quyển. Sau phát hiện này, hàng trăm mô hình lý thuyết được đề xuất nhằm giải thích các bùng phát này, như sự va chạm của sao chổi và sao neutron. Có rất ít thông tin để có thể kiểm chứng các mô hình này cho đến khi phát hiện được lần đầu tiên bức xạ quang học và tia X muộn vào năm 1997 và đo được trực tiếp độ dịch chuyển đỏ của các bức xạ nhờ sử dụng phổ thu được, và do vậy cũng đo được khoảng cách và năng lượng phát ra từ nguồn. Những khám phá này, và những nghiên cứu sau đó về các thiên hà và vụ nổ siêu tân tinh đi kèm với các chớp, giúp làm rõ khoảng cách và độ sáng của GRB, chính thức xác nhận chúng bắt nguồn từ những thiên hà xa xôi trong vũ trụ.

## Ánh sáng muộn
Từ lúc đó trở đi chớp gamma là điều bí ẩn trong gần 30 năm đến tận tháng 2 năm 1997, khi ánh sáng muộn ([tiếng Anh] "afterglow") nhanh tàn của chớp gamma lần đầu tiên được ghi nhận trong vùng [ánh sáng]. Nguyên nhân là thành phần của một số chớp gamma bao gồm cả ánh sáng muộn trong các vùng quang phổ còn lại như [Tia X|X quang], [tử ngoại|cực tím], [ánh sáng], [tia hồng ngoại|hồng ngoại], [vi ba], [radio]. Nhờ đó ánh sáng muộn của chớp gamma trong vùng [ánh sáng] có thể quan sát bằng các [kính viễn vọng|kính thiên văn] trên mặt đất. Sau đó đã có nhiều chớp gamma được quan sát trên bề mặt [Trái Đất].

## Lịch sử
Chớp gamma lần đầu tiên đo được vào cuối thập niên 1960 bởi các vệ tinh Vela của quân đội Hoa Kỳ. Chúng được chế tạo nhằm phát hiện các chùm bức xạ tia gamma phát ra từ những vụ thử nghiệm vũ khí hạt nhân trong khí quyển. Hoa Kỳ đã nghi ngờ Liên Xô vẫn cố gắng thực hiện các vụ thử vũ khí hạt nhân bí mật ngay cả khi họ đã ký vào Hiệp ước cấm thử vũ khí hạt nhân (Nuclear Test Ban Treaty) vào năm 1963. Ngày 2 tháng 7 năm 1967, lúc 14:19 UTC, hai vệ tinh Vela 4 và Vela 3 dò được một chớp bức xạ gamma có dấu hiệu khác với nguồn gốc từ vụ nổ vũ khí hạt nhân. Không chắc chắn về điều gì đã xảy ra nhưng không xem đây là vấn đề đặc biệt khẩn cấp, đội nghiên cứu ở phòng thí nghiệm khoa học Los Alamos, do Ray Klebesadel đứng đầu, đã bắt đầu khảo cứu dữ liệu thu được. Khi có thêm các vệ tinh Vela được phóng lên cùng với các thiết bị tốt hơn, đội Los Alamos tiếp tục tìm thấy ở trong dữ liệu của họ các chớp gamma không thể giải thích được nguyên nhân. Bằng cách phân tích thời gian đến khác nhau của chớp đo được bởi các vệ tinh khác nhau, đội nghiên cứu có thể tìm ra vị trí sơ bộ nguồn phát của 16 chớp gamma và khẳng định chắc chắn chúng không có nguồn gốc từ Trái Đất hay Mặt Trời. Các khám phá này đã được giải mật và công bố vào năm 1973.

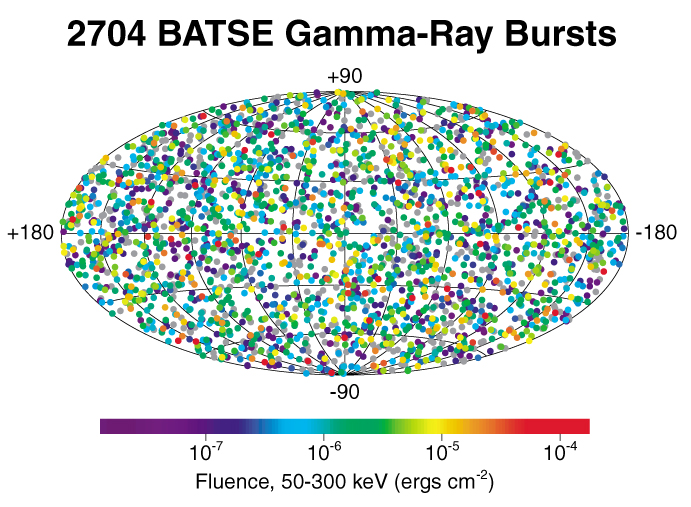
Vị trí trên bầu trời của mọi chớp gamma do thiết bị BATSE đo được. Có thể thấy sự phân bố là đồng đều, mà không có một sự tập trung đặc biệt nào về mặt phẳng của Ngân Hà, mặt phẳng chạy ngang qua tâm của bức ảnh này.

Hầu hết các lý thuyết ban đầu giải thích chớp tia gamma đều cho rằng các nguồn phát nằm bên trong Ngân Hà. Từ năm 1991, Đài quan sát tia gamma Compton (CGRO) và thiết bị BATSE (Burst and Transient Source Explorer), một thiết bị dò tia gamma cực kỳ nhạy gắn trên vệ tinh Compton, đã cung cấp dữ liệu chứng minh sự phân bố của các GRBs là đẳng hướng—không chệch về bất kỳ một hướng đặc biệt nào trong không gian. Nếu các nguồn nằm ở bên trong thiên hà của chúng ta thì chúng sẽ tập trung nhiều ở trong hay gần mặt phẳng thiên hà. Việc không có một miền tập trung đặc biệt nào của các GRB trên bầu trời chứng tỏ mạnh mẽ rằng các chớp gamma phải đến từ bên ngoài Ngân Hà. Tuy nhiên, một số mô hình của Ngân Hà vẫn phù hợp với sự phân bố đẳng hướng của các GRB.

### Các vật thể có khả năng là nguồn phát
Trong nhiều thập kỷ sau khám phá GRB, các nhà thiên văn đã tiến hành tìm kiếm các bức xạ đồng hành phát ra từ nguồn chớp gamma ở những bước sóng khác nhau: nếu có bất kỳ một thiên thể nào có vị trí trùng với vị trí của chớp vừa mới quan sát được. Các nhà thiên văn đã xét nhiều loại vật thể khác nhau, bao gồm sao lùn trắng, pulsar, siêu tân tinh, cụm sao cầu, quasar, các thiên hà Seyfert, và các vật thể BL Lac. Tất cả những tìm kiếm này đã không thành công, và trong một vài trường hợp có thể xác định vị trí của các chớp với độ chính xác cao thì cho thấy không có một vật thể sáng tự nhiên nào nằm trong phạm vi được cho là nguồn phát GRB xác định bởi các vệ tinh. Kết quả này gợi ra nguồn phát GRB phải là những ngôi sao rất mờ hoặc nằm ở các thiên hà rất xa. Ngay cả các vị trí chính xác nhất cũng chứa tời vài sao mờ và thiên hà, và các nhà thiên văn tin rằng cần thiết phải có các thiết bị với độ chính xác cao hơn gắn trên những vệ tinh mới cũng như hệ thống thông tin cảnh báo phải nhanh hơn mới đủ để xác định rõ nguồn gốc của chớp gamma.

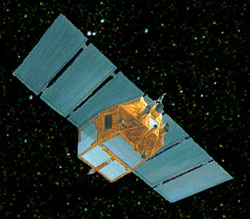
Vệ tinh của Italia–Hà Lan BeppoSAX, phóng lên tháng 4 năm 1996, đã lần đầu tiên cung cấp được vị trí chính xác của các chớp gamma, cho phép thực hiện các quan sát tiếp theo và nhận ra bản chất nguồn phát.

### Bức xạ muộn

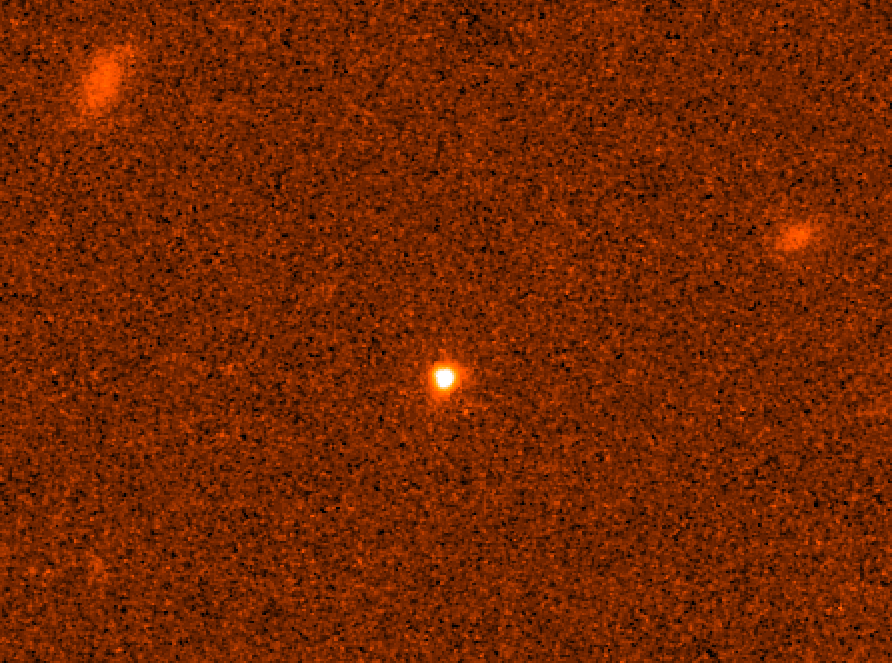
Ảnh chụp ánh sáng muộn của GRB 970508 một tháng sau khi phát hiện chớp GRB.

Một số mô hình lý thuyết giải thích nguồn gốc của chớp tia gamma đề xuất sau khi các chớp tia gamma ban đầu bùng phát thì giai đoạn tiếp theo sẽ xuất hiện các bức xạ ở bước sóng dài hơn mà chúng sẽ mờ đần đi theo thời gian. Các bức xạ bước sóng dài hơn tạo bởi sự va chạm giữa vật chất phóng ra từ vụ nổ với khí ở môi trường liên sao. Bức xạ mờ dần đi này được gọi là "bức xạ muộn" ("afterglow"). Các tìm kiếm ban đầu cho bức xạ muộn này đã không thành công, phần lớn bởi vì khó nhận ra vị trí của chớp ở bước sóng dài hơn ngay sau khi phát hiện được chớp tia gamma ban đầu. Bước đột phá đến vào tháng 2 năm 1997 khi vệ tinh BeppoSAX dò được chớp tia gamma (GRB 970228) và khi cảm biến tia X gắn trên vệ tinh này được hướng về phía nguồn phát, nó đã đo được bức xạ tia X cùng từ một nguồn. Kính thiên văn William Herschel trên mặt đất đã phát hiện thấy ánh sáng muộn khoảng 20 tiếng sau chớp lần đầu. Khi GRB mờ đi, ảnh chụp trường sâu có thể nhận ra thiên hà chủ mờ nằm ở xa tại vị trí của GRB nhờ đã biết vị trí của ánh sáng muộn.
Bởi vì các thiên hà chủ có độ sáng rất yếu, trong một vài năm khoảng cách chính xác đến nó rất khó đo được. Kể từ đó, một khám phá lớn khác đó là ở sự kiện đo bởi BeppoSAX, chớp tia gamma GRB 970508. Chỉ trong vòng 4 tiếng sau khi phát hiện các nhà thiên văn đã xác định được vị trí của nguồn phát, cho phép họ thực hiện các quan sát tiếp theo sớm hơn nhiều so với các sự kiện trước đó. Phổ hấp thụ của vật thể tiết lộ dịch chuyển đỏ z = 0,835, và khoảng cách từ Trái Đất đến nguồn phát xấp xỉ 6 tỷ năm ánh sáng. Đây là ước lượng khoảng cách chính xác đầu tiên cho một GRB, và cùng với việc khám phá ra thiên hà chủ của 970228 chứng tỏ rằng các chớp tia gamma nằm ở các thiên hà rất xa. Chỉ trong vòng một vài tháng, các tranh luận xung quanh khoảng cách tới nguồn phát GRB đã kết thúc: GRB là những sự kiện nằm ngoài Ngân Hà phát từ những thiên hà mờ xa xôi. Năm sau, GRB 980425 được phát hiện trong vòng một ngày xảy ra vụ nổ siêu tân tinh (SN 1998bw), có vị trí trùng nhau, cho thấy bằng chứng về mối liên hệ rõ ràng giữa các GRB và vụ sụp đổ của những ngôi sao khối lượng lớn. Chớp tia gamma này đã cung cấp chứng cứ mạnh đầu tiên về bản chất của hệ phát ra GRB.

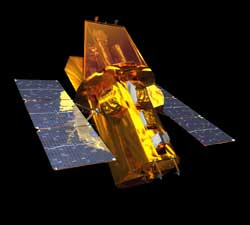
Tàu không gian Swift của NASA phóng lên tháng 11 năm 2004

BeppoSAX hoạt động cho đến tận 2002 và Đài quan sát tia gamma Compton (với thiết bị BATSE) ngừng hoạt động vào năm 2000. Tuy nhiên, cuộc cách mạng trong nghiên cứu chớp tia gamma đã thúc đẩy phát triển một số thiết bị được thiết kế chuyên biệt dùng cho khám phá bản chất của GRB, đặc biệt vào những thời điểm sớm nhất ngay sau vụ nổ. Phi vụ đầu tiên như thế, HETE-2, phóng lên vào năm 2000 và hoạt động cho đến 2006, cung cấp nhiều khám phá lớn trong giai đoạn này. Một trong những phi vụ không gian thành công nhất cho tới nay, tàu Swift, được phóng lên vào 2004 và cho đến 2017 vẫn còn đang hoạt động. Swift được trang bị một thiết bị dò tia gamma rất nhạy cũng như được gắn thêm các kính thiên văn quang học và tia X, chúng có thể nhanh chóng và tự động hướng về nguồn phát để quan sát bức xạ muộn.
Gần đây hơn, phi vụ Fermi được phóng lên và mang theo thiết bị Giám sát chớp tia gamma, có khả năng phát hiện vài trăm chớp trong một năm, một vài trong số đó đủ sáng để có thể quan sát ở mức năng lượng cực cao bằng Kính thiên văn diện tích lớn gắn trên Fermi. Trong khi đó, trên mặt đất, rất nhiều kính thiên văn quang học đã được xây dựng hoặc chỉnh sửa để có thể phù hợp với các phần mềm điều khiển robot cho phép đáp ứng ngay lập tức với các tín hiệu gửi về từ Mạng lưới điều phối chớp tia gamma (Gamma-ray Burst Coordinates Network). Sự kết hợp này cho phép các kính thiên văn nhanh chóng hướng về nguồn phát GRB, thường trong khoảng vài giây sau khi nhận được tín hiệu cảnh báo và trong khi bức xạ gamma vẫn đang xảy ra.
Các phát triển mới trong vài năm qua bao gồm công nhận một lớp riêng biệt chớp tia gamma ngắn (dường như chúng phát ra từ sự va chạm của hai sao neutron mà không bắt nguồn từ vụ nổ siêu tân tinh), khám phá các hoạt động lóe và mở rộng ở bước sóng tia X kéo dài trong nhiều phút sau các sự kiện GRB, và khám phá ra chớp sáng nhất (GRB 080319B) và chớp từng được coi là xa nhất (GRB 090423) trong vũ trụ. Chớp GRB xa nhất từng được biết đến, GRB 090429B, hiện nay được coi là một trong những vật thể xa nhất trong vũ trụ.

## Phân loại

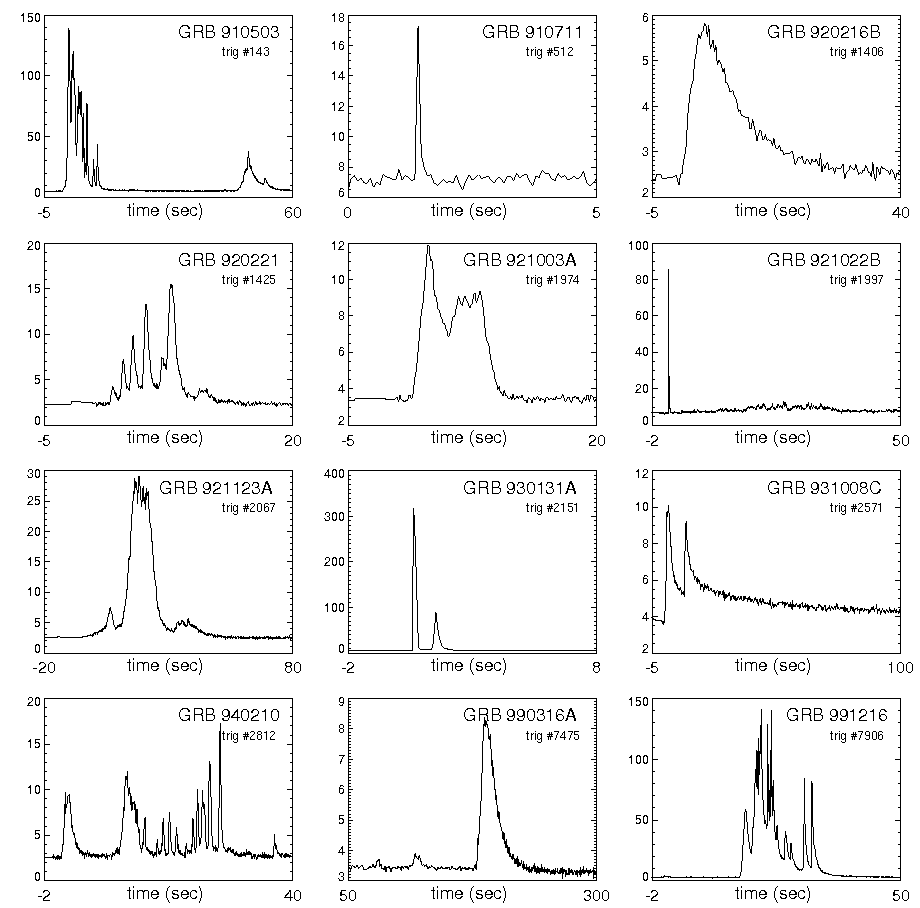
Đồ thị cường độ bức xạ theo thời gian (light curves) của chớp tia gamma.

Biểu đồ cường độ ánh sáng (light curve) của chớp gamma rất đa dạng và phức tạp. Không có hai chớp tia gamma có đồ thị đường cong ánh sáng trùng nhau, với mức độ thay đổi lớn được quan sát ở hầu hết từng đặc tính: khoảng thời gian quan sát được phát ra có thể biến đổi từ vài mili giây cho đến vài chục phút, có một đỉnh nhọn hoặc thêm một vài đỉnh con, từng đỉnh có dạng đối xứng hoặc sáng lên nhanh chóng rồi mờ chậm dần. Hoặc trước khi xảy ra sự kiện chính có chớp yếu hơn xuất hiện sau đó (khoảng vài giây hoặc vài phút mà không có thêm phát xạ nào) đến giai đoạn bức xạ cường độ mạnh "thực sự". Đường cong ánh sáng của một số sự kiện có dạng cực kỳ hỗn độn và phức tạp mà không thể hiện rõ có phần đặc trưng nào.
Mặc dù một số biểu đồ cường độ ánh sáng có thể tái dựng lại sơ lược bằng cách áp dụng các mô hình đơn giản hóa, tiến trình hiểu biết đầy đủ các dạng đồ thị đường cong cường độ của ánh sáng khả kiến diễn ra một cách chậm chạp. Các nhà vật lý thiên văn đã đề xuất một số mô hình, nhưng chúng thường chỉ dựa trên các sự khác biệt trong hình dạng của đường cong và không phải luôn luôn phản ánh bản chất vật lý thực thụ khác nhau ở nguồn gốc của vụ nổ. Tuy nhiên, khi vẽ ra sự phân bố của khoảng thời gian quan sát đối với một số lớn các sự kiện chớp gamma, đã thể hiện rõ ràng hai kiểu khác nhau, gợi ra sự tồn tại của hai loại chớp tia gamma phân biệt: một loại "ngắn" với thời gian xảy ra trung bình trong khoảng 0,3 giây và một loại "dài" với thời gian trung bình 30 giây. Sự phân bố của hai loại này rất rộng với một miền giao nhau đáng kể, trong đó việc phân biệt kiểu sự kiện mà chỉ dựa trên khoảng thời gian xảy ra là rất khó. Các nhà vật lý thiên văn đã đề xuất thêm các hệ thống phân loại chớp tia gamma ngoài hệ thống hai loại vừa nêu, dựa trên dữ liệu quan sát và mô hình lý thuyết.

### Chớp tia gamma ngắn

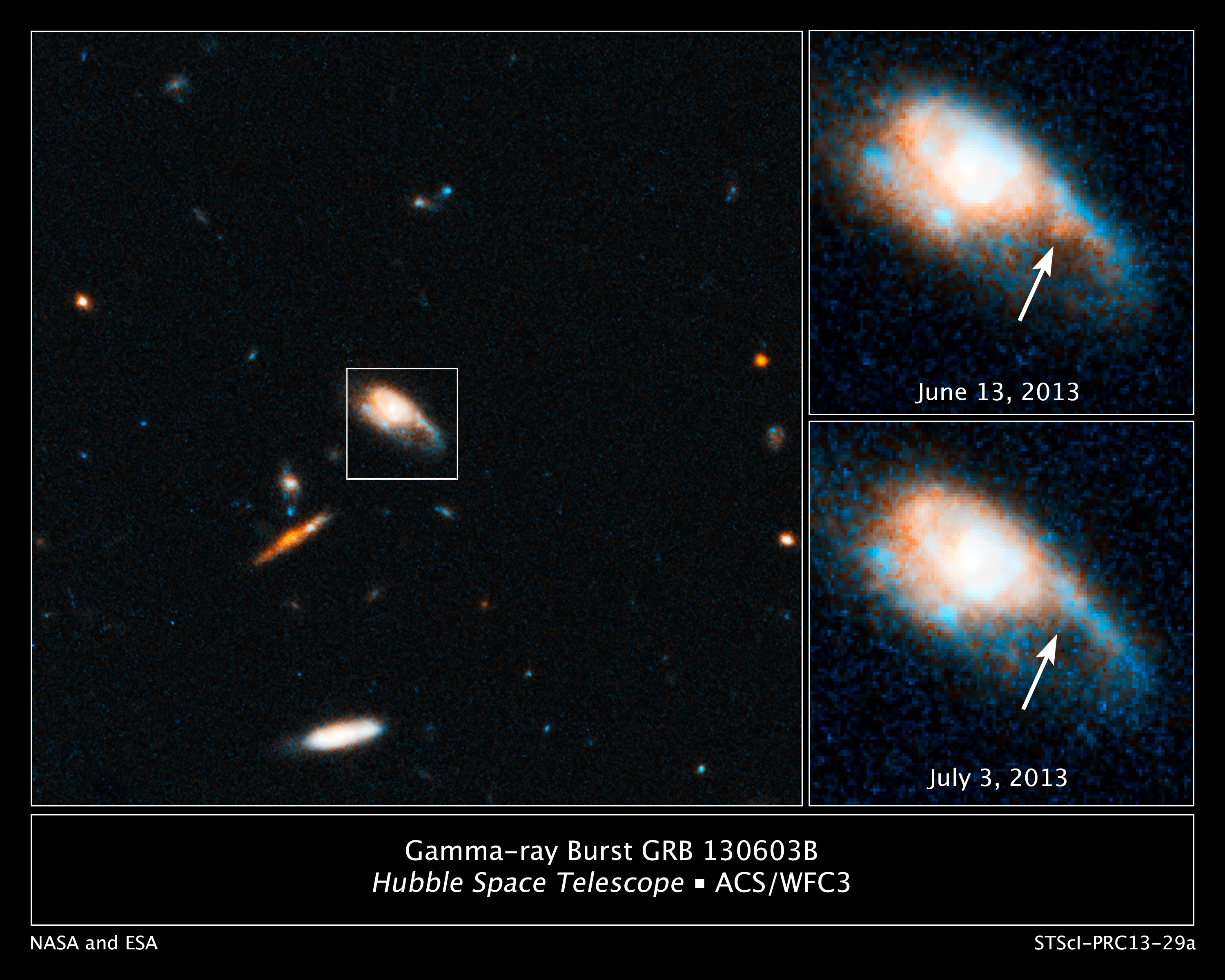
Kính thiên văn không gian Hubble chụp được ánh sáng muộn trong miền hồng ngoại của một vụ nổ kilonova.

Các sự kiện có thời khoảng ngắn hơn 2 giây được phân loại thành các chớp tia gamma ngắn. Chúng chiếm khoảng 30% số lượng chớp quan sát được, nhưng cho đến tận năm 2005, chưa có giai đoạn ánh sáng muộn nào được quan sát từ sự kiện ngắn nào và hiểu biết về nguồn gốc của chớp ngắn vẫn còn rất ít. Kể từ đó, hàng tá chớp gamma ngắn với ánh sáng muộn đã được phát hiện và xác nhận vị trí, một vài trong số chúng nằm ở vùng có ít hoặc không có quá trình hình thành các sao mới, như ở các thiên hà elip và vùng trung tâm ở các quần tụ thiên hà lớn. Kết quả này loại trừ khả năng liên hệ đến vụ nổ của một ngôi sao khối lượng lớn, xác nhận nguồn gốc vật lý của chớp tia gamma ngắn khác hẳn với các sự kiện dài. Thêm vào đó, dường như các chớp ngắn không đi kèm theo vụ nổ siêu tân tinh.
Bản chất thực sự của chớp ngắn vẫn chưa được biết rõ (hoặc liệu mô hình hiện tại về phân thành hai loại chớp đã chính xác), mặc dù giả thuyết hàng đầu cho rằng chớp tia gamma ngắn có nguồn gốc từ sự va chạm của hai sao neutron hoặc một sao neutron với một lỗ đen. Các va chạm này cũng được cho là tạo ra vụ nổ kilonovae, và chứng cứ về mối liên hệ giữa vụ nổ kilonova với chớp GRB 130603B đã được quan sát và xác nhận. Khoảng thời gian trung bình cho những sự kiện kéo dài 0,2 giây gợi ra đường kính vật lý của nguồn phát phải là rất nhỏ theo thuật ngữ trong ngành thiên văn vật lý; nhỏ hơn 0,2 giây ánh sáng (khoảng 60.000 km —bốn lần đường kính Trái Đất). Việc quan sát được các chớp tia X trong vòng vài phút cho đến vài giờ sau chớp tia gamma ngắn là phù hợp với sự kiện vật chất từ một sao neutron ban đầu bị nuốt bởi một lỗ đen trong thời gian ít hơn 2 giây, theo sau bởi sự kiện phát ra ít năng lượng hơn kéo dài trong vài giời, khi vật chất còn lại từ sao neutron bị xé toạc bởi lực thủy triều (không còn là neutronium nữa) còn trên quỹ đạo xoắn ốc về phía lỗ đen, bị hút dần về nó trong khoảng thời gian lâu hơn. Một phần nhỏ các chớp gamma ngắn có lẽ được tạo ra từ những vụ lóe sáng khổng lồ từ thiên thể phát tia gamma lặp lại trong những thiên hà ở gần.
Nguồn gốc của chớp tia gamma ngắn từ vụ nổ kilonovae đã được xác nhận khi chớp ngắn GRB 170817A đã được phát hiện 1,7 s sau tín hiệu sóng hấp dẫn GW170817, đó là tín hiệu từ vụ va chạm sáp nhập của hai sao neutron.

### Chớp tia gamma kéo dài
Hầu hết các sự kiện đã được quan sát (70%) có khoảng thời gian diễn ra lớn hơn 2 giây và được phân loại thành chớp tia gamma dài. Bởi vì các sự kiện này chiếm đa số và chúng có xu hướng có bức xạ muộn sáng nhất, các chi tiết và đặc điểm của loại này đã được quan sát tốt hơn so với các đặc điểm của lớp tia gamma ngắn. Hầu như các chớp gamma dài đã được nghiên cứu kỹ đều có mối liên hệ với một thiên hà có vùng hình thành sao mạnh, và trong nhiều trường hợp cũng có liên hệ với vụ nổ siêu tân tinh suy sụp lõi, và do vậy có mối liên hệ giữa chớp GRB dài và sự kết thúc của các ngôi sao khối lượng lớn. Quan sát bức xạ muộn của chớp GRB dài, ở vị trí có độ dịch chuyển đỏ cao, cũng cho kết quả nhất quán với chớp GRB dài có nguồn gốc từ những vùng hình thành sao.

### Chớp tia gamma siêu kéo dài
Những sự kiện này nằm ở phần cuối của biểu đồ phân bố các chớp GRB dài, diễn ra lâu hơn 10.000 giây. Chúng đã từng được đề xuất xếp thành một lớp các sự kiện riêng biệt, có nguồn gốc từ sự suy sụp hấp dẫn của một sao khổng lồ xanh, hay một sự kiện ngôi sao bị xé toạc bởi lực thủy triều hoặc bởi sao từ mới hình thành. Chỉ một số nhỏ các sự kiện như vậy đã được phát hiện, với đặc trưng cơ bản là khoảng thời gian phát xạ tia gamma. Sự kiện xảy ra trong thời gian lâu được nghiên cứu nhiều nhất đó là GRB 101225A và GRB 111209A. Tỷ lệ phát hiện thấp các sự kiện như thế có thể là do độ nhạy thấp của các thiết bị đo hiện tại đối với các sự kiện xảy ra trong thời gian dài, hơn là phản ánh tần suất xảy ra thực sự của kiểu sự kiện này. Mặt khác, một nghiên cứu năm 2013, chỉ ra tồn tại chứng cứ cho một lớp các sự kiện GRB siêu kéo dài với một loại nguồn phát được đề xuất, và cần thiết phải có quan sát đa bước sóng để đi đến được kết luận chính xác.

## Năng lượng và chùm phát

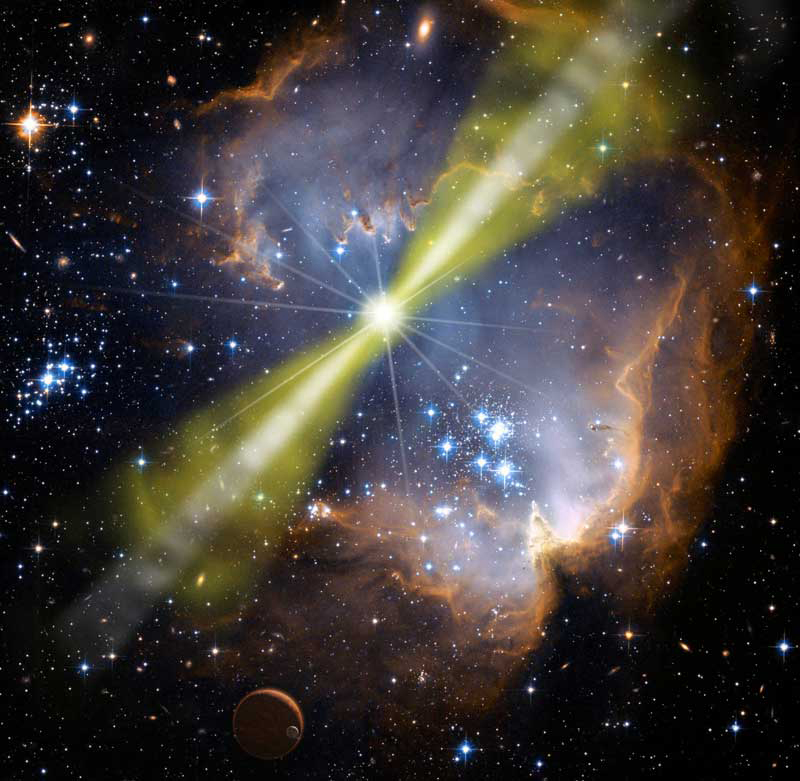
Minh họa chớp tia gamma phát sáng từ một vùng đang hình thành các ngôi sao trẻ. Năng lượng từ vụ nổ tập trung chiếu thành hai chùm tia hẹp, phát ra ngược hướng nhau.

Khi quan sát từ Trái Đất chớp tia gamma có độ sáng rất lớn mặc dù khoảng cách điển hình của một chớp đến Trái Đất cũng rất xa. Một GRB xảy ra tương đối lâu trung bình có độ lớn quang thông tương đương với một ngôi sao sáng nằm ở Ngân Hà mặc dù vị trí của chớp GRB có thể lên tới hàng tỷ năm ánh sáng (so với chỉ vài chục năm ánh sáng cho hầu hết các ngôi sao có thể quan sát được bằng mắt thường). Phần lớn năng lượng vụ nổ giải phóng dưới bước sóng tia gamma, mặc dù các GRB cũng có độ sáng quang học cực kỳ lớn. Ví dụ, GRB 080319B, có năng lượng phát ra trong phổ ánh sáng khả kiến đạt đỉnh tương đương với cấp sao biểu kiến ở mức 5,8, ở cỡ so với những ngôi sao mờ nhất có thể quan sát bằng mắt thường cho dù chớp này nằm cách hệ Mặt Trời 7,5 tỷ năm ánh sáng. Kết hợp giá trị về khoảng cách và độ sáng cho thấy đây là những nguồn phát ra năng lượng cực kỳ lớn. Giả sử vụ nổ chớp gamma tỏa ra theo hình cầu, tổng năng lượng phát ra của một vụ nổ điển hình có thể bằng 2 lần khối lượng nghỉ của Mặt Trời (năng lượng phát ra tương đương với toàn bộ khối lượng Mặt Trời được chuyển đổi thành năng lượng bức xạ).
Các nhà thiên văn vẫn chưa nắm được chi tiết cụ thể cho một sự kiện trong vũ trụ có thể tạo ra năng lượng lớn như vậy trong khoảng thời gian ngắn. Hơn nữa, chớp tia gamma được cho là xảy ra ở vụ nổ có tính tập trung, với hầu hết năng lượng vụ nổ tập trung chuẩn trực trong chùm tia. Độ mở góc xấp xỉ của chùm tia (tức là độ lớn của góc ở đỉnh của chùm tia) có thể được ước tính trực tiếp từ dữ liệu quan sát ở bước sóng đơn sắc của "chùm tia phá đứt" trong đường cong ánh sáng muộn: thời điểm sau khi ánh sáng muộn bắt đầu phai dần với tốc độ rất nhanh khi chùm tia bức xạ chậm đi và không còn phóng ra bức xạ một cách đáng kể nữa. Quan sát cho thấy độ mở góc của chùm tia biến thiên từ 2 đến 20 độ.
Bởi vì năng lượng được tập trung mạnh, các tia gamma phát ra từ phần lớn các vụ nổ này được cho là chiếu lệch khỏi Trái Đất và không thể phát hiện được. Khi một chớp tia gamma chiếu thẳng đến Trái Đất, sự tập trung của năng lượng dọc theo chùm tia hẹp tạo ra vụ nổ dường như sáng hơn so với vụ nổ mà năng lượng phát ra dưới dạng hình cầu. Khi tính đến hiệu ứng này, các chớp gamma điển hình quan sát thấy có năng lượng giải phóng thực sự vào khoảng 1044 J, hay tương đương khoảng 1/2000 lần khối lượng Mặt Trời x c2 (M☉)—mà vẫn lớn hơn nhiều lần khối lượng năng lượng tương đương với Trái Đất (bằng khoảng 5,5 × 1041 J). Năng lượng giải phóng này tương đương với năng lượng từ vụ nổ siêu tân tinh loại Ib/c sáng và trong phạm vi dự đoán của các mô hình lý thuyết. Sự kiện siêu tân tinh rất sáng đã từng được quan sát có liên quan tới một vài chớp GRB gần nhất. Thêm chứng cứ ủng hộ cho sự tập trung của chùm tia GRB phát ra đến từ những quan sát về sự bất đối xứng lớn trong phổ quan sát được của các vụ nổ siêu tân tinh loại Ic và từ các quan sát vô tuyến ở thời điểm lâu sau vụ nổ tia gamma khi chùm tia không còn đặc điểm tương đối tính nữa.
Chớp GRB ngắn dường như đến từ các vùng có dịch chuyển đỏ thấp (hay ở khoảng cách gần) và chiếu ít năng lượng hơn so với chớp GRB dài. Độ mở góc của chùm tia trong chớp gamma ngắn được đo ít chính xác hơn, nhưng dường như chùm tia ít tập trung hơn so với chớp GRB dài hoặc thậm chí là không chuẩn trực như ở một số trường hợp.

## Thiên thể gốc

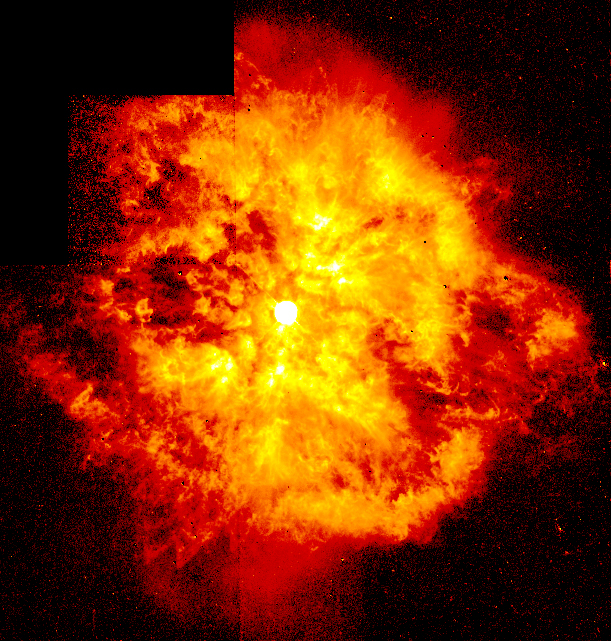
Ảnh chụp của kính thiên văn không gian Hubble về sao Wolf–Rayet WR 124 và tinh vân xung quanh nó. Các sao Wolf–Rayet là những ứng cử viên cho các thiên thể gốc phát ra chớp GRB dài.

Bởi vì các chớp tia gamma nằm cách rất xa Trái Đất, việc nhận ra các thiên thể gốc, những hệ thống tạo ra những vụ nổ năng lượng này là một thử thách khó khăn. Sự liên quan giữa một số chớp GRB dài với siêu tân tinh và thực tế rằng các thiên hà chủ chứa siêu tân tinh có những vùng hình thành sao nhanh gợi ra chứng cứ cho nguồn gốc của các chớp gamma dài có liên quan đến các ngôi sao khối lượng lớn. Cơ chế được chấp nhận rộng rãi nhất về nguồn gốc của các chớp GRB kéo dài đó là mô hình sao sụp đổ, trong đó lõi của một ngôi sao khối lượng rất lớn, có độ kim loại thấp, quay quanh trục rất nhanh bị sụp đổ thành một lỗ đen trong giai đoạn cuối của quá trình tiến hóa. Vật chất gần lõi sao rơi trở lại về trung tâm và cuộn xoáy thành một đĩa bồi tụ mật độ lớn.
Sự rơi của các vật chất này vào lỗ đen tạo ra cặp tia tương đối tính chiếu theo hướng của trục quay lỗ đen, đục xuyên qua lớp vật chất bao lấy ngôi sao gốc đã bị đẩy ra từ trước và phát ra các tia gamma. Một số mô hình khác thay thế lỗ đen bằng sao từ mới hình thành, cho dù một số khía cạnh khác của mô hình (sự sụp đổ của lõi của ngôi sao rất lớn và sự hình thành chùm tia tương đối tính) có đặc điểm như nhau.
Các vùng gần nhất bên trong Ngân Hà mà sản sinh sao trẻ tạo ra các chớp tia gamma kéo dài dường như là các vùng chứa sao Wolf–Rayet, một loại sao cực nóng và khối lượng rất lớn, mà tỏa ra phần lớn hoặc toàn bộ hiđrô của chúng thành áp suất bức xạ. Eta Carinae và WR 104 đã được trích dẫn như là những ứng cử viên sẽ phát ra chớp gamma kéo dài trong tương lai. Các nhà thiên văn vẫn chưa nắm rõ liệu bất kỳ một ngôi sao nào trong Ngân Hà có những đặc điểm phù hợp có thể phát ra chớp gamma hay không.
Mô hình ngôi sao nguồn gốc có khối lượng lớn không giải thích được tất cả mọi loại chớp tia gamma. Có một bằng chứng mạnh cho thấy các chớp tia gamma kéo dài ngắn xảy ra ở những nơi không có quá trình hình thành sao và không có các sao khối lượng lớn, như ở các thiên hà elip và quầng thiên hà (galaxy halo). Các nhà vật lý thiên văn nghiêng về một lý thuyết giải thích nguồn gốc của hầu hết các chớp gamma ngắn đó là sự va chạm sáp nhập của hệ chứa hai sao neutron. Theo mô hình này, hai sao khối lượng lớn trong hệ đôi qua quá trình tiến hóa trở thành các sao neutron, chuyển động trên quỹ đạo có chu kỳ giảm dần do hệ phát ra năng lượng dưới dạng sóng hấp dẫn cho đến khi khoảng cách giữa chúng đủ nhỏ đến mức lực thủy triều xé toạc lớp vỏ của chúng trước khi hai sao va chạm sáp nhập để trở thành một lỗ đen. Thời điểm hai sao neutron va chạm phát ra bức xạ gamma ngắn dọc theo phương vuông góc với mặt phẳng quỹ đạo của hệ. Vật chất rơi vào lỗ đen mới hình thành tạo nên một đĩa bồi tụ và giải phóng các chùm năng lượng trong bước sóng tia X đến tia vô tuyến, tương tự như mô hình sao sụp đổ. Nhiều mô hình cũ hơn đã được đề xuất để giải thích chớp gamma ngắn, bao gồm sự va chạm của một sao neutron với lỗ đen, đĩa bồi tụ vật chất quanh sao neutron dẫn đến nó sụp đổ, hoặc sự bay hơi các lỗ đen nguyên thủy.
Nhà vật lý lý thuyết Friedwardt Winterberg đã đề xuất một mô hình khác trong đó ngôi sao lớn xảy ra vụ sụp đổ hấp dẫn và trở thành hố đen. Vật chất rơi tới chân trời sự kiện bị nghiền nát sản sinh ra chớp gamma.

### Sự kiện tác động bởi lực thủy triều
Một lớp sự kiện chớp tia gamma mới đã được phát hiện qua sự kiện GRB 110328A bởi Kính thiên văn không gian tia gamma Swift vào ngày 28 tháng 3 năm 2011. Ở sự kiện này chớp tia gamma đã phát ra trong khoảng 2 ngày, lâu hơn rất nhiều so với một sự kiện GRB siêu dài, và nguồn này còn tiếp tục phát ra tia X trong nhiều tháng. Vị trí nguồn phát nằm ở vùng trung tâm của một thiên hà elip nhỏ ở khoảng cách tương ứng với dịch chuyển đỏ z = 0,3534. Tranh luận về bản chất của vụ nổ này vẫn chưa chấm dứt khi có hai quan điểm cho rằng vụ nổ xuất phát từ sự suy sụp hấp dẫn của một sao lớn hay đây là sự kiện xé toạc vật chất bởi lực thủy triều đi kèm với chùm tia tương đối tính, mặc dù cách giải thích sau nhận được nhiều sự ủng hộ hơn.
Sự kiện tác động bởi lực thủy triều kiểu này xảy ra khi một ngôi sao bị lực thủy triều của một lỗ đen siêu khối lượng xé toạc nó ra, và có thể tạo ra chùm tia tương đối tính với năng lượng bức xạ mạnh ở bước sóng gamma. Sự kiện GRB 110328A (còn được ký hiệu là Swift J1644+57) ban đầu được giải thích là kết quả của sự xé toạc ngôi sao trong dãy chính bởi lực thủy triều từ một lỗ đen siêu khối lượng lớn gấp vài triệu lần khối lượng Mặt Trời, tuy thế về sau có thêm lập luận cho rằng lực thủy triều từ lỗ đen khối lượng bằng vài chục nghìn lần khối lượng Mặt Trời đã xé tan một sao lùn trắng quay gần nó.

## Cơ chế phát xạ
Cơ chế chính xác trong đó các chớp tia gamma biến đổi năng lượng thành bức xạ vẫn chưa được hiểu biết đầy đủ, và cho đến 2010 vẫn chưa có một mô hình được chấp nhận phổ biến giải thích cho quá trình này xảy ra như thế nào. Bất kỳ một mô hình thành công nào về cơ chế phát xạ GRB phải giải thích được quá trình vật lý sản sinh ra bức xạ gamma mà cho kết quả khớp với dữ liệu quan sát đa dạng của đồ thị đường cong cường độ ánh sáng, phổ và các đặc điểm khác. Thử thách đặc biệt đó là mô hình cần phải giải thích được hiệu quả biến đổi rất cao như đã quan sát thấy ở một số vụ nổ: một số chớp tia gamma có thể biến đổi lên tới một nửa (hoặc hơn) năng lượng vụ nổ thành bức xạ gamma. Các quan sát ở giai đoạn sớm sau vụ nổ về ánh sáng muộn của sự kiện GRB 990123 và GRB 080319B, mà đồ thị đường cong cường độ ánh sáng quang học được ngoại suy từ phổ của bức xạ gamma, đã gợi ra rằng hiệu ứng tán xạ Compton ngược có thể là quá trình chủ yếu ở một số sự kiến như thế. Theo cách giải thích này, các photon năng lượng thấp tồn tại trước đó bị tán xạ bởi các electron tương đối tính mang năng lượng cao ở bên trong vụ nổ, đẩy năng lượng của photon lên cao gấp nhiều lần và biến chúng thành các tia gamma năng lượng cao.
Bản chất của bức xạ ánh sáng muộn trong bước sóng dài hơn (từ tia X đến sóng vô tuyến) theo sau chớp gamma được hiểu một cách tốt hơn. Bất kỳ năng lượng nào giải phóng bởi vụ nổ mà không phát ra dưới dạng chớp gamma sẽ có dạng năng lượng vật chất hoặc bức xạ chuyển động ra bên ngoài với vận tốc gần bằng tốc độ ánh sáng. Khi vật chất này va chạm với môi trường khí liên sao, nó tạo ra hiện tượng sóng xung kích có vận tốc tương đối tính lan truyền ra bên ngoài vào không gian liên sao. Một sóng xung kích thứ hai, sóng xung kích ngược, có thể lan truyền ngược lại vào vật chất được bắn ra. Các electron mang năng lượng cực lớn bên trong sóng xung kích được gia tốc bởi từ trường địa phương mạnh và phát ra bức xạ synchrotron có bước sóng trên toàn bộ phổ điện tử. Mô hình này đã được áp dụng thành công để giải thích đặc điểm của nhiều ánh sáng muộn đã được quan sát ở những thời điểm sau của các chớp gamma (từ vài giờ đến vài ngày), mặc dù có những khó khăn trong giải thích mọi đặc điểm của ánh sáng muộn ngay gần thời điểm sau khi chớp tia gamma xảy ra.

## Tỷ lệ xảy ra và các hiệu ứng nguy hại tới sự sống

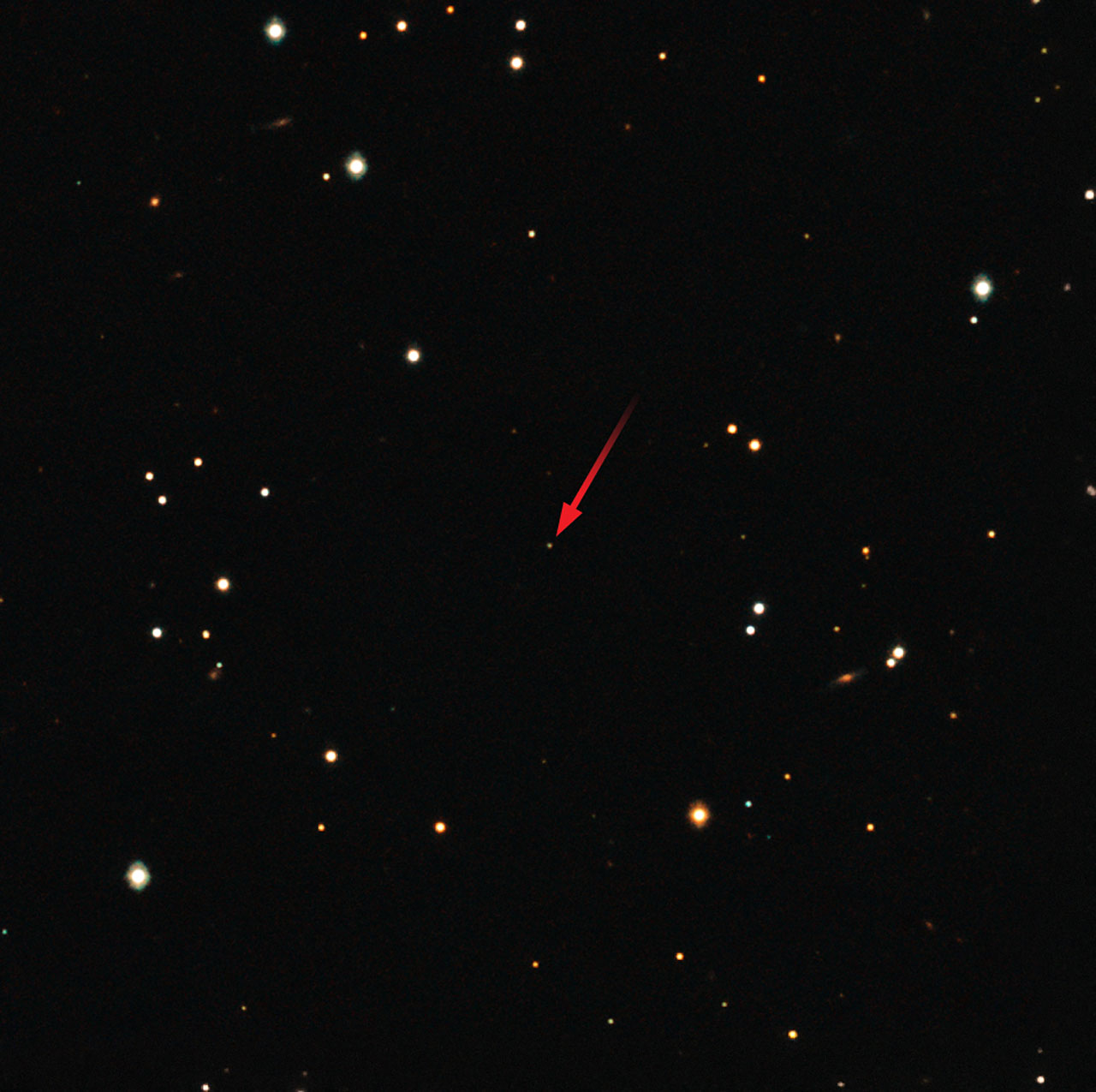
Ngày 27 tháng 10 năm 2015, lúc 22:40 GMT, vệ tinh Swift của NASA/ASI/UKSA phát hiện được chớp tia gamma thứ 1000 (GRB).

Chớp tia gamma có thể có hiệu ứng ảnh hưởng nguy hại hoặc phá hủy sự sống. Khi xem vũ trụ như một tổng thể, môi trường an toàn nhất cho sự sống tương tự như trên Trái Đất là những vùng có độ tập trung các sao thấp nhất ở bên rìa của những thiên hà lớn. Kiến thức của chúng ta về các loại thiên hà và sự phân bố của chúng cho thấy sự sống mà chúng ta biết chỉ có thể tồn tại ở khoảng 10% thiên hà trong vũ trụ. Hơn nữa, các thiên hà có độ dịch chuyển đỏ, z, lớn hơn 0,5 là không phù hợp cho sự sống vì chúng ta biết rằng ở các thiên hà này sẽ có tỷ lệ xảy ra chớp gamma cao hơn và khoảng cách giữa các sao trong thiên hà rất gần nhau.
Mọi GRB đã được quan sát cho đến nay đều nằm bên ngoài Ngân Hà và vô hại với Trái Đất. Tuy nhiên, nếu một sự kiện GRB xảy ra bên trong thiên hà của chúng ta và chùm bức xạ của nó chiếu thẳng đến Trái Đất, tác động của nó có thể ảnh hưởng nguy hại và dẫn tới phá hủy các hệ sinh thái. Hiện tại, các vệ tinh quan sát phát hiện được trung bình một sự kiện GRB trong một ngày. Vụ nổ GRB gần nhất xảy ra vào tháng 3 năm 2014 là GRB 980425, nằm cách Trái Đất 40 mêgaparsec (130.000.000 ly) (z=0,0085) trong một thiên hà lùn kiểu SBc. GRB 980425 có năng lượng thấp hơn nhiều so với một GRB trung bình và có thể có liên hệ với siêu tân tinh loại Ib SN 1998bw.
Ước chính xác tỷ lệ xảy ra chớp tia gamma là khó khăn; đối với một thiên hà có kích cỡ xấp xỉ Ngân Hà, ước lượng dự đoán tỷ lệ xảy ra (đối với GRB kéo dài) từ 1 sự kiện trong vòng 10.000 năm, cho đến 1 sự kiện trong 1.000.000 năm. Chỉ một tỷ lệ phần trăm nhỏ các sự kiện GRB chiếu tới Trái Đất. Ước lượng tỷ lệ xảy ra đối với sự kiện GRB ngắn thậm chí còn khó hơn bởi vì độ lớn góc mở của chùm tia chưa xác định được chính xác, nhưng có thể tỷ lệ xấp xỉ bằng so với GRB kéo dài.
Vì các GRB được cho là phát ra hai chùm tia theo hai hướng ngược nhau, chỉ có các hành tinh nằm dọc theo hướng của các tia này mới chịu ảnh hưởng của bức xạ gamma năng lượng cao.
Mặc dù các sự kiện GRB chiếu đến Trái Đất đi kèm với một cơn mưa tia gamma gây phá hủy các hệ sinh thái chỉ mới là sự kiện giả thuyết, các sự kiện năng lượng cao đến từ ngoài Trái Đất đã được quan sát xảy ra ở trong bầu khí quyển của hành tinh.

#### Các hiệu ứng giả thuyết từng tác động tới Trái Đất
Sự kiện chớp tia gamma đủ gần có tác động tới sự sống có thể xảy ra một lần trong khoảng 5 triệu năm hay lâu hơn — và khoảng 1000 lần kể từ khi hình thành Trái Đất.
Sự kiện tuyệt chủng Ordovic–Silur lớn xảy ra cách nay 450 triệu năm có thể có nguyên nhân từ một GRB. Các loài bọ ba thùy ở cuối kỷ Ordovic mà sống trong tầng sinh vật phù du gần bề mặt đại dương có thể đã bị chiếu xạ mạnh hơn so với những sinh vật sống ở tầng nước sâu, giúp chúng có thể tồn tại ở trong những vùng giới hạn. Điều này trái ngược với những phần thông thường của các sự kiện tuyệt chủng, trong đó các sinh vật với mức độ phân bố rộng lớn kiếm thức ăn tốt hơn. Một cách giải thích khả dĩ đó là bọ ba thùy tồn tại ở vùng nước sâu được bảo vệ tốt hơn khỏi bức xạ cực tím đi kèm với sự kiện. Một trong những bằng chứng khác ủng hộ cho giả thuyết này đó là trong cuối kỷ, các loài động vật thân mềm hai mảnh vỏ sống trong hang dường như ít bị tuyệt chủng so với động vật thân mềm hai mảnh vỏ sống trên bề mặt.
Một trường hợp khác đó là quá trình tăng carbon-14 trong giai đoạn 774-775 mà có thể do chớp GRB gây ra, tuy nhiên cũng có thể nguyên nhân là từ chớp lóe Mặt Trời (solar flare).

#### WR 104: Một ứng cử viên cho GRB nằm gần
Một ngôi sao kiểu Wolf–Rayet trong hệ sao WR 104, nằm cách 8.000 năm ánh sáng (2.500 pc), được coi là một ứng cử viên GRB gần trong tương lai mà có thể gây ra các hiệu ứng nguy hại tới sự sống trên Trái Đất. Các nhà thiên văn dự đoán ngôi sao sẽ phát nổ trong một vụ nổ siêu tân tinh suy sụp lõi ở thời điểm khoảng 500.000 năm tới và có khả năng vụ nổ sẽ tạo ra chớp tia gamma. Nếu điều này xảy ra, sẽ có xác suất nhỏ để Trái Đất nằm trong chùm tia gamma từ vụ nổ.

## Các ứng cử viên GRB trong Ngân Hà
Chưa có một chớp tia gamma nào được ghi nhận nằm trong thiên hà của chúng ta, dải Ngân Hà, và liệu đã từng có một sự kiện như thế xảy ra hay chưa vẫn còn là câu hỏi chưa có câu trả lời. Bằng hiểu biết thu được dần dần từ các sự kiện GRB và thiên thể gốc phát ra, số lượng các sự kiện GRB đã quan sát được trong quá khứ, các ứng cử viên tiềm năng GRB trong tương lai đã dần tăng lên trong các danh mục khoa học. Các chớp GRB kéo dài có liên quan tới vụ nổ siêu tân tinh siêu sáng, hay hypernovae, và hầu hết các sao biến đổi khổng lồ xanh (luminous blue variable, LBVs), và các sao Wolf–Rayet quay nhanh được cho là đang ở giai đoạn cuối của vòng đời của chúng và sẽ kết thúc bằng vụ nổ siêu tân tinh suy sụp hấp dẫn ở lõi đi kèm với chớp gamma kéo dài. Tuy vậy, hiểu biết về GRB phát ra từ các thiên hà nghèo kim loại ở kỷ nguyên đầu trong lịch sử tiến hóa của vũ trụ vẫn còn hạn chế, và không thể ngoại suy trực tiếp rộng ra bao hàm các thiên hà đã tiến hóa và các vùng sao có độ kim loại cao hơn như ở Ngân Hà.